# Alsodes verrucosus
Espèce
Synonymes
- Borborocoetus verrucosus Philippi, 1902
- Borborocoetus andinus Philippi, 1902

Statut de conservation UICN

 EN  : En danger
Alsodes verrucosus est une espèce d'amphibiens de la famille des Alsodidae.

## Répartition
Cette espèce se rencontre entre 500 et 1 000 m d'altitude dans les Andes :
- au Chili dans les régions d'Araucanie et de Los Lagos, dans la province de Cautín et dans le parc national Puyehue ;
- en Argentine dans les forêts des provinces de Neuquén et de Río Negro.

## Publication originale
- Philippi, 1902 : Suplemento a los batracios Chilenos descritos en la Historia Fisica y Politica de Chile de don Claudio Gay, p. 1-161.